# Fisher (condado)
O Condado de Fisher é um dos 254 condados do estado americano do Texas. A sede do condado é Roby, e sua maior cidade é Hamlin.
O condado possui uma área de 2 336 km² (dos quais 2 km² estão cobertos por água), uma população de 4 344 habitantes, e uma densidade populacional de 2 hab/km² (segundo o censo nacional de 2000).
O condado foi fundado em 1876.